# 亨利·哈撒韦
亨利·哈撒韦（英語：Henry Hathaway，1898年3月13日—1985年2月11日），美国电影导演、制片人，尤以其执导的西部片而著称。

## 生平
哈撒韦出生于加州萨克拉门托。他于1920年代起步入电影界，早年担任过维克托·弗莱明、约瑟夫·冯·斯坦伯格等导演的助理。
1932年，哈撒韦导演的首部影片《Heritage of the Desert》问世。在片中，兰道夫·斯科特担当主演，由此开始了他与哈撒韦的长期合作，这也逐渐使他以其扮演的西部牛仔而闻名于好莱坞。1935年，哈撒韦以《抗敌英雄》（The Lives of a Bengal Lancer）获奥斯卡最佳导演提名。此后，他还多次与约翰·韦恩合作西部片。他们合作的影片《大地惊雷》（1969年）帮助韦恩夺得了奥斯卡最佳男主角奖。
1985年，哈撒韦在好莱坞病逝。